# 4-я улица 8 Марта
4-я улица 8 Марта (название с 1938 года) — улица в Северном административном округе города Москвы на территории района Аэропорт. Расположена между Планетной улицей и улицей Восьмого Марта.

## Происхождение названия
Изначально четыре улицы, из которых остались лишь 1-я и 4-я, именовались Истоминскими улицами.
В 1928—1937 гг. они назывались 1-я—4-я улицы Рыкова — по фамилии советского деятеля Рыкова Алексея Ивановича (1881—1938), занимавшего ряд ответственных постов, в том числе председателя Совета Народных Комиссаров СССР, осуждённого и расстрелянного по делу «правотроцкистского блока» (т. н.Третий Московский процесс).
В 1937—1938 гг. — вновь 1-я—4-я Истоминские улицы. Переименованы в 1-ю—4-ю улицы Восьмого Марта в 1938 г. — по соседству с улицей Восьмого Марта. В послевоенное время 2-я и 3-я улицы Восьмого Марта исчезли, сохранились лишь 1-я и 4-я.
В мае 2021 года группа местных жителей направила обращение в столичную мэрию и Мосгордуму с предложением переименовать 4-ю улицу 8 Марта, в улицу Юрия Лужкова. Как указали москвичи, бывший мэр Юрий Лужков неоднократно посещал район с традиционными субботними объездами, «горячо радел за свое детище — проект „Большой Ленинградки“, реконструкции Ленинградского проспекта, превращения его в современную автомагистраль. 4-я улица 8 Марта находится недалеко от проспекта», — отмечается в обращении.

## Здания и сооружения
- № 3 — здание корпорации «Вымпел»;
- № 5 — жилой 5-этажный дом, в котором находится детский сад № 457. Его брат-близнец стоит напротив, по улице Коккинаки;
- № 6-а — бизнес-центр «Аэропорт».

## Транспорт
- Станция метро «Аэропорт», станция МЦД «Гражданская».